# باولو جالفاو
باولو جالفاو (بالبرتغالية: Paulo Galvão‏) هو ملحن برتغالي، ولد في 1967 في لاغوس في البرتغال.